# Balâ (Ankara)
Pour les articles homonymes, voir Bala.
Balâ est une ville et un district de la province d'Ankara dans la région de l'Anatolie centrale en Turquie.